# Пьяна-ди-Монте-Верна
Пьяна-ди-Монте-Верна (итал. Piana di Monte Verna) — коммуна в Италии, располагается в регионе Кампания, в провинции Казерта.
Население составляет 2523 человека, плотность населения составляет 110 чел./км². Занимает площадь 23 км². Почтовый индекс — 81015. Телефонный код — 0823.
Покровителем населённого пункта считается San Rocco di Montpellier.